# Schefflera ridleyi
Schefflera ridleyi är en araliaväxtart som först beskrevs av George King, och fick sitt nu gällande namn av René Viguier. Schefflera ridleyi ingår i släktet Schefflera och familjen araliaväxter. Inga underarter finns listade.